# Maklár
Maklár es un pueblo ubicado en el distrito de Eger, en el condado de Heves, Hungría.

## Superficie
Posee una superficie de 28,01 kilómetros cuadrados.

## Demografía
Hasta 2019 la población era de 2383 habitantes, con una densidad de población de 85,08 habitantes por kilómetro cuadrado.